# Chrysopa zangda
Chrysopa zangda är en insektsart som beskrevs av C.-k. Yang 1987. Chrysopa zangda ingår i släktet Chrysopa och familjen guldögonsländor. Inga underarter finns listade i Catalogue of Life.